# Volt-ampere reactive
VAr (từ tiếng Pháp Volt-Ampère-réactif), đơn vị đo công suất hư kháng trong điện xoay chiều.
Q = U · I · sinφ -> 1 VAr = 1 V · 1 A · sinφ, nếu sinφ = 1 (cosφ = 0) thì 1 VAr = 1 V · 1 A = 1 W.